# Hans-Jürgen Sperling
Hans-Jürgen Sperling (* 1943) ist ein deutscher Jurist, emeritierter Professor der Hochschule Kehl und von 1999 bis 2007 dortiger Rektor, sowie SPD-Kommunalpolitiker.

## Leben
Sperling wurde 1976 als Professor für Allgemeines Verwaltungsrecht, Staatsrecht, Kommunalrecht, Abgabenrecht, Polizeirecht und Gewerberecht an die Hochschule Kehl berufen. Von 1993 bis 1999 war Sperling Prorektor, von 1999 bis 2007 Rektor der Hochschule Kehl. Neben seiner Lehrtätigkeit war Sperling unter anderem ab 1980 Gemeinderat der Stadt Kehl, dort von 1994 bis 2004 SPD-Fraktionsvorsitzender sowie in der Kommunalberatung Kehl aktiv. 2022 rückte er für den zum OB gewählten Wolfram Britz in den Gemeinderat nach, nachdem er noch 2019 den Einzug knapp verfehlte.

## Wirkung
Der „ausgewiesene Kommunalrechtsexperte“ Sperling war Rektor, als die Hochschule Kehl vom Diplom- auf das Bachelorsystem umstellte. In Sperlings Amtszeit fällt außerdem unter anderem die Einrichtung des in Kooperation mit der Hochschule Ludwigsburg gegründeten Masterstudiengangs Europäisches Verwaltungsmanagement.